# 艾立克·洛克·艾丁生
艾立克·洛克·艾丁生 （Eric Rücker Eddison）（1882年11月24日—1945年8月18日） 為英國公務員、作家。使用 "E.R. Eddison."的筆名創作。

## 生平
出生在英國利茲艾德鎮，艾丁生早年與年輕的亞瑟·蘭塞姆一起接受一系列私人家教的教育過程。蘭塞姆回憶艾丁生在自己的自傳中呈現了勇敢以及對於不適任教師應稟除的權謀政治思想。  之後艾丁生在劍橋的伊頓學院及聖三一學院接受教育，然後在1906年加入了贸易局，並且為了全心全意完成的他小說而在1938年退休。在贸易局所的傑出職業生涯中，他在1924年獲得了聖米迦勒及聖喬治勳章及在1929年獲得了巴斯三等男爵爵位勳章。
他因為歐魯勃洛斯之蟲（1922年）、Poems, Letters, and Memories of Philip Sidney Nairn（1916年）、猛男史泰波恩（1926年）及翻譯冰島史詩（1930年）等早期的羅曼史著作而成名。「歐魯勃洛斯之蟲」是為了獻給他一位在劍橋大學聖三一學院英年早逝的朋友。另外兩本與英雄式文學關，第一本猛男史泰波恩是根據Styrbjarnar þáttr Svíakappa（間接提及Eyrbyggja Saga和挪威王列傳中的內容）的改寫作品，而第二本冰島史詩則是直接翻譯來自冰島的史詩（補充了一些額外的註解）。

## 著作

### 奇幻
- 歐魯勃洛斯之蟲 （1922年）。 倫敦Jonathan Cape出版社。

#### 齊米雅維亞三部曲
出版年分別為：
- 情婦中的情婦 （1935年）。倫敦Faber and Fabe出版。
- 曼米森的魚宴晚餐 （1941年）。紐約E. P. Dutton & Co.出版。
- 曼森希斯之門 （1958年）。倫敦Curwen Press出版。

而後發行的版本：
- 齊米雅維亞三部曲 （1992年）。紐約Dell Publishing出版。ISBN 0-440-50300-0。

### 其他著作
- Poems, Letters, and Memories of Philip Sidney Nairn （1916年）：倫敦Printed for Private Circulation出版。
- 冰島史詩 （1930年）。倫敦Cambridge University Press出版。
- 猛男史泰波恩 （1926年）。倫敦Jonathan Cape出版

## 延伸阅读
- Lin Carter "The World's Edge, and Beyond: The Fiction of Dunsany, Eddison and Cabell" in Imaginary Worlds: The Art of Fantasy. NY: Ballantine Books, 1973, 27–48.
- Don D'Ammassa. "Villains of Necessity: The Works of E.R. Eddison" in Darrell Schweitzer (ed). Discovering Classic Fantasy Fiction, Gillette NJ: Wildside Press, 1986, pp. 88–93.
- Wawn, Andrew, , （原始内容存档于7 March 2005）

## 外部連結
- Eric Rücker Eddison  - 古滕堡分布式校对（加拿大）
- E.R. Eddison: Civil Servant, Norse Scholar and Author of Heroic Fantasy （页面存档备份，存于） – copyright E.R. Eddison Estate
- 網路推理小說資料庫上的E. R. Eddison
- The Worm of Ouroboros （页面存档备份，存于） – Complete text at Sacred Texts
- E.R. Eddison at Facebook （页面存档备份，存于） – fan site
- 來自艾立克·洛克·艾丁生的LibriVox公共領域有聲讀物
- Eric Rücker Eddison在国会图书馆管理局的纪录，有15条目录ue纪录